# Brich dem Hungrigen dein Brot, BWV 39
Brich dem Hungrigen dein Brot, BWV 39 (Comparteix amb els famolencs el pa), és una cantata religiosa de Johann Sebastian Bach per al primer diumenge després de laTrinitat, estrenada a Leipzig, el 23 de juny de 1726.

## Origen i context
D'autor anònim, el primer número canta els versicles 58, 7-8 del profeta Isaïes, el número 4 prové de la Carta als Hebreus (13,16) i el coral final canta la sisena estrofa de Kommt, lasst euch den Herren lehren de David Denicke (1648). L'evangeli del dia (Lluc 16, 19-31) narra la paràbola de l'home ric i  Llàtzer, i el text insisteix en la necessitat de practicar la caritat amb el proïsme. Aquesta cantata fou interpretada un altre cop l'any 1732, amb motiu d'una festa per a acollir a la ciutat els protestants solters que havien estat expulsats pel príncep-arquebisbe de Salzburg, fet que feu proposar, de manera errònia, aquest any com el de la seva composició. Es conserven, a més, les cantates BWV 20,  BWV 54 i la BWV 75.

## Anàlisi
Obra escrita per a soprano, contralt, baix i cor; dues flautes de bec, dos oboès, corda i baix continu. Consta de set números repartits en dues parts simètriques respecte al número 4, que canta el versicle de la Carta als Hebreus.
Primera part
1. Cor: Brich dem Hungrigen dein Brot (Comparteix amb els Famolencs el pa)
2. Recitatiu (baix): Der reiche Gott wirft seinen Überfluss (El Déu generós ens prodiga la seva abundància)
3. Ària (contralt): Seinem Schöpfer noch auf Erden (Esdevenir ja a la Terra)

Segona part
1. Ària (baix): Wohlzutun und mitzuteilen vergesset nicht; denn solche (No us oblideu pas del bon fer i les almoines)
2. Ària (soprano): Höchster, was ich habe (Oh Altíssim! Tot el que jo tinc)
3. Recitatiu (contralt): Wie soll ich dir, o Herr, denn sattsamlich vergelten (Com et compensaré plenament, Oh Senyor!)
4. Coral: Selig sind, die aus Erbarmen (Benaurats aquells que per caritat)

El cor inicial destaca per l'amplitud de la seva concepció, disposat en tres parts, propi d'un motet, amb un tractament autònom concertant del conjunt instrumental, cada part del text és sotmesa a una interpretació musical individual. Ve marcat per la idea de “compartir el pa” que es reflecteix des del començament per un esmicolament de la frase musical entre les flautes, els oboès i les cordes; el mateix tractament marca l'entrada del cor. La tercera i última secció és una fuga sobre “la teva llum sorgirà com l'aurora”. El número 2, és un recitatiu de baix que al final declama amb una intenció ben especial “Allò que penetra el seu cor”. A continuació, l'ària de soprano acompanyada per un concertant del violí, l'oboè i el continu, al que no s'hi suma la veu. El número 4, un intermedi entre recitatiu i ària tradicional, obre la segona part, en què el baix, com és habitual interpreta Jesús, amb un continuo ostinato. L'ària de soprano número 5, fa el mateix plantejament que la del número 3, un concertant de flautes i continu sobre el que s'incrusta, sense identificar-se en la temàtica la veu que canta. Un recitatiu de contralt acompanyat de les cordes, precedeix el coral final, ben senzill, que entona el text indicat abans, amb la melodia de Freu dich sehr, o meine Seele, ben coneguda des del segle xv. Té una durada aproximada d'uns vint-i-cinc minuts

## Discografia seleccionada
- J.S. Bach: Das Kantatenwerk. Sacred Cantatas Vol. 3. Gustav Leonhardt, Knabenchor Hannover, Heinz hennig (director del cor), Leonhardt-Consort, René Jacobs, Max van Egmond. (Teldec), 1994.
- J.S. Bach: The complete live recordings from the Bach Cantata Pilgrimage. CD 27: St Giles' Cripplegate, Londres; 25 i 26 de juny de 2000. John Eliot Gardiner, Monteverdi Choir, English Baroque Soloists, Gillian Keith, Wilke Brummelstroete, Dietrich Henschel. (Soli Deo Gloria), 2013.
- J.S. Bach: Complete Cantatas Vol. 16 . Ton Koopman, Amsterdam Baroque Orchestra & Choir, Johannette Zomer, Bogna Bartosz, Klaus Mertens. (Challenge Classics), 2004.
- J.S. Bach: Cantatas Vol. 45. Masaaki Suzuki, Bach Collegium Japan, Yukari Nonoshita, Robin Blaze, Peter Kooij. (BIS), 2009.
- J.S. Bach: Church Cantatas Vol. 13. Helmuth Rilling, Gächinger Kantorei, Bach-Collegium Stuttgart, Arleen Augér, Gabriele Schreckenbach, Franz Gerihsen. (Hänssler), 1999.
- J.S. Bach: Cantatas 39, 93 & 107. Philippe Herreweghe, Collegium Vocale Gent, Agnes Mellon, Charles Brett, Peter Kooij. (Virgin Classics), 1991.